# Pakuran (Sruweng)
Pakuran is een bestuurslaag in het regentschap Kebumen van de provincie Midden-Java, Indonesië. Pakuran telt 2654 inwoners (volkstelling 2010).